# Петко Матеев
Петко Стефанов Матеев е български предприемач, собственик на ЛВК Винпром АД, Търговище, бивш президент на ПФК Светкавица (Търговище). Член на масонското общество.

## Биография
Петко Матеев е роден на 23 юни 1948 г. в гр. Плевен, завършва средното си образование в Техникума по индустриална химия в Русе, завършва висше във ВИХВП в Пловдив.
От 1973 г. работи като технолог, главен шампанист и производствен директор във Винпром „Магура“, с. Рабиша. От 1976 г. е началник на Шампанския цех, изпълнителен директор в „ЛВК-Винпром“, Търговище. В периода между 1986 и 1990 г. е съветник на министъра на хранително-вкусовата промишленост на Афганистан.
На няколко пъти получава средства по програма САПАРД от Европейския съюз, предвидени за трайни насаждения - лозя. През 2008 г. той притежава около 7000 дка лозя.
На местните избори през 2007 г. е избран за общински съветник в Община Търговище, от Обединени за Търговище (Политически клуб Екогласност, Федерация за активно гражданско общество, Зелена партия).
През февруари 2011 г. прокуратурата повдига 2 обвинения към собствениците на „ЛВК Винпром“ (Търговище) Петко и сина му Стефан Матееви. Обвиненията към двамата са, че са ръководили организирана престъпна група от 5 души, която действала в периода от 1 май 2007 до 24 април 2009 г. Целта на групата била да съхранява и продава големи количества алкохол без бандерол.
През февруари 2011 г. Хюсеин Хюсеинов, бивш играч на ПФК „Светкавица“, обвинява Петко Матеев като президент на тима, че се е гаврил и заплашвал футболистите, както и за уговорени мачове.